# Jean-Claude Richard, l'abbé de Saint-Non, vestido a la española
Jean-Claude Richard, l'abbé de Saint-Non, vestido a la española es el título tradicional de un retrato pintado al óleo sobre lienzo por Jean-Honoré Fragonard hacia 1769. Actualmente se considera que el personaje representado es otro: el pintor, arquitecto y escritor francés Charles-Michel-Ange Challe. Esta obra se expone en el Museu Nacional d'Art de Catalunya como parte del legado de obras de arte del político y coleccionista Francisco Cambó.

## Descripción
El modelo, con pose arrogante, está sentado al lado de una fuente donde bebe su caballo. Viste «a la española», una expresión que en el siglo XVIII francés se utilizaba para designar una indumentaria pintoresca o de fantasía, y sin relación alguna con la moda española de aquella época. En realidad, la vestimenta «a la española» se inspiraba en la moda francesa del tiempo de Enrique IV y Luis XIII. 
El cuadro es una obra de juventud, que el artista pintó durante un viaje a Italia, acompañado de su mecenas y amigo Jean-Claude Richard, abad de Saint-Non. Acaso por este vínculo amistoso se supuso por largo tiempo que el personaje retratado aquí era el abad, pero en 2013 la experta Carole Blumenfeld lo identificó como Challe: estudió una hoja con dibujos y anotaciones de Fragonard donde esta efigie llevaba al pie las letras «Chal», presumible abreviatura de Challe.
Fragonard fue uno de los últimos representantes del arte rococó, y esta obra muestra su estilo más propio: toques de materia ligera conocidos como «el virtuosismo de la rapidez».